# Isla de Moniat
Isla de Moniat (en francés: Île de Moniat) es una pequeña isla fluvial del río Mosa, en Bélgica, cerca de Anseremme (Dinant), aguas arriba del viaducto de Carlomagno. A pesar de ser pequeña, la isla es uno de los más interesantes sitios del valle desde el punto de vista botánico: fue objeto de repoblación forestal, pero a su vez fue naturalmente recolonizada por muchas otras especies de plantas. Administrativamente depende de la provincia de Namur, en la Región Valona al sur de Bélgica.